# Jasina (stacja kolejowa)
Jasina (ukr. Ясіня, węg. Kőrösmező, cz. i słow. Jasiňa, ros. Ясиня) – stacja kolejowa w miejscowości Jasina, w rejonie rachowskim, w obwodzie zakarpackim, na Ukrainie.

## Historia
W dwudziestoleciu międzywojennym była do 1939 czechosławacką, a następnie węgierską stacją graniczną na granicy z Polską, będąc najdalej na wschód położonym czechosławacko/węgiersko-polskim kolejowym przejściem granicznym. Po stronie polskiej stacją graniczną była Woronienka. Była to najdalej na wschód położona stacja kolejowa Czechosłowacji. Kończył tu bieg bezpośredni pociąg z Pragi.
Latem 1939 w Jasinie (Kőrösmező) ulokowano przeniesiony z Woronienki urząd celny podległy Dyrekcji Ceł we Lwowie.
Po wrześniu 1939 na granicy pomiędzy okupowanym przez Niemców terytorium polskim (Generalnym Gubernatorstwem) a Węgrami. Po II wojnie światowej przyłączono te tereny do Związku Radzieckiego i stacja utraciła nadgraniczny charakter.